# Voleibol de praia nos Jogos Olímpicos de Verão de 2020 - Qualificação feminina
Este artigo detalha a fase de qualificação feminina do voleibol de praia nos Jogos Olímpicos de Verão de 2020. (As Olimpíadas foram adiadas para 2021 devido à pandemia de COVID-19). A qualificação será de 24 duplas por gênero. O máximo de duas duplas por nação poderá participar dos Jogos.

## Sumário de qualificação
| Formas de qualificação                           | Data                             | Local         | Vagas | Qualificado         |
| ------------------------------------------------ | -------------------------------- | ------------- | ----- | ------------------- |
| País-sede                                        | 7 de setembro de 2013            | Buenos Aires  | 1     | JPN Japão           |
| Campeonato Mundial de 2019                       | 28 de junho a 7 de julho de 2019 | Hamburgo      | 1     | CAN Canadá          |
| Torneio de Qualificação Olímpica da FIVB de 2019 | 18 a 22 de setembro de 2019      | Haiyang       | 2     | LAT Letônia         |
| Torneio de Qualificação Olímpica da FIVB de 2019 | 18 a 22 de setembro de 2019      | Haiyang       | 2     | ESP Espanha         |
| Ranking Olímpico de Voleibol de Praia            | 13 de junho de 2021              | Lausanne      | 15    | USA Estados Unidos  |
| Ranking Olímpico de Voleibol de Praia            | 13 de junho de 2021              | Lausanne      | 15    | BRA Brasil          |
| Ranking Olímpico de Voleibol de Praia            | 13 de junho de 2021              | Lausanne      | 15    | BRA Brasil          |
| Ranking Olímpico de Voleibol de Praia            | 13 de junho de 2021              | Lausanne      | 15    | AUS Austrália       |
| Ranking Olímpico de Voleibol de Praia            | 13 de junho de 2021              | Lausanne      | 15    | USA Estados Unidos  |
| Ranking Olímpico de Voleibol de Praia            | 13 de junho de 2021              | Lausanne      | 15    | SUI Suíça           |
| Ranking Olímpico de Voleibol de Praia            | 13 de junho de 2021              | Lausanne      | 15    | RUS Rússia          |
| Ranking Olímpico de Voleibol de Praia            | 13 de junho de 2021              | Lausanne      | 15    | CAN Canadá          |
| Ranking Olímpico de Voleibol de Praia            | 13 de junho de 2021              | Lausanne      | 15    | NED Países Baixos   |
| Ranking Olímpico de Voleibol de Praia            | 13 de junho de 2021              | Lausanne      | 15    | SUI Suíça           |
| Ranking Olímpico de Voleibol de Praia            | 13 de junho de 2021              | Lausanne      | 15    | CHN China           |
| Ranking Olímpico de Voleibol de Praia            | 13 de junho de 2021              | Lausanne      | 15    | CZE República Checa |
| Ranking Olímpico de Voleibol de Praia            | 13 de junho de 2021              | Lausanne      | 15    | GER Alemanha        |
| Ranking Olímpico de Voleibol de Praia            | 13 de junho de 2021              | Lausanne      | 15    | GER Alemanha        |
| Ranking Olímpico de Voleibol de Praia            | 13 de junho de 2021              | Lausanne      | 15    | ITA Itália          |
| Final da Copa Continental da CEV 2018–2020       | 23 a 26 de junho de 2021         | Países Baixos | 1     | NED Países Baixos   |
| Final da Copa Continental da AVC 2018–2020       | 25 a 27 de junho de 2021         | Tailândia     | 1     | CHN China           |
| Final da Copa Continental da CSV 2018–2020       | 26 e 27 de junho de 2021         | Argentina     | 1     | ARG Argentina       |
| Final da Copa Continental da NORCECA 2018–2020   | 25 a 27 de junho de 2021         | México        | 1     | CUB Cuba            |
| Final da Copa Continental da CAVB 2018–2020      | 25 a 27 de junho de 2021         | Marrocos      | 1     | KEN Quênia          |
| Total                                            | Total                            | Total         | 24    |                     |

## País-sede
A FIVB reservou uma vaga para o país-sede participar do torneio.
- JPN Japão

## Campeonato Mundial
Uma equipe qualificou pelo Campeonato Mundial de 2019.

### Equipes qualificadas
| Meio de qualificação    | Nação           | Qualificado                                | Chaveamento |
| ----------------------- | --------------- | ------------------------------------------ | ----------- |
| Ranking mundial da FIVB | Alemanha        | Sandra Ittlinger–Chantal Laboureur         | 1           |
| Ranking mundial da FIVB | Chéquia         | Barbora Hermannová–Markéta Sluková         | 2           |
| Ranking mundial da FIVB | Canadá          | Heather Bansley–Brandie Wilkerson          | 3           |
| Ranking mundial da FIVB | Brasil          | Ana Patricia Ramos–Rebecca Cavalcanti      | 4           |
| Ranking mundial da FIVB | Estados Unidos  | Alix Klineman–April Ross                   | 5           |
| Ranking mundial da FIVB | Brasil          | Ágatha Bednarczuk–Eduarda Santos Lisboa    | 6           |
| Ranking mundial da FIVB | Austrália       | Taliqua Clancy–Mariafe Artacho del Solar   | 7           |
| Ranking mundial da FIVB | Países Baixos   | Sanne Keizer–Madelein Meppelink            | 8           |
| Ranking mundial da FIVB | Canadá          | Sarah Pavan–Melissa Humana-Paredes         | 9           |
| Ranking mundial da FIVB | Brasil          | Maria Antonelli–Carolina Solberg Salgado   | 10          |
| Ranking mundial da FIVB | Estados Unidos  | Sara Hughes–Summer Ross                    | 11          |
| Ranking mundial da FIVB | Brasil          | Bárbara Seixas–Fernanda Alves              | 12          |
| Ranking mundial da FIVB | Estados Unidos  | Brooke Sweat–Kerri Walsh Jennings          | 13          |
| Ranking mundial da FIVB | Estados Unidos  | Sarah Sponcil–Kelly Claes                  | 14          |
| Ranking mundial da FIVB | Estados Unidos  | Kelley Larsen–Emily Stockman               | 15          |
| Ranking mundial da FIVB | Suíça           | Nina Betschart–Tanja Hüberli               | 16          |
| Ranking mundial da FIVB | Finlândia       | Taru Lahti-Liukkonen–Anniina Parkkinen     | 17          |
| Ranking mundial da FIVB | Rússia          | Nadezda Makroguzova–Svetlana Kholomina     | 18          |
| Ranking mundial da FIVB | Alemanha        | Karla Borger–Julia Sude                    | 19          |
| Ranking mundial da FIVB | Polónia         | Katarzyna Kociołek–Kinga Wojtasik          | 20          |
| Ranking mundial da FIVB | Espanha         | Liliana Fernández–Elsa Baquerizo           | 21          |
| Ranking mundial da FIVB | China           | Xia Xinyi–Wang Fan                         | 22          |
| Ranking mundial da FIVB | Alemanha        | Kim Behrens–Cinja Tillmann                 | 23          |
| Ranking mundial da FIVB | Itália          | Marta Menegatti–Viktoria Orsi Toth         | 24          |
| Ranking mundial da FIVB | Alemanha        | Victoria Bieneck–Isabel Schneider          | 25          |
| Qualificação da AVC     | Japão           | Miki Koshikawa–Megumi Murakami             | 29          |
| Qualificação da AVC     | China           | Xue Chen–Wang Xinxin                       | 33          |
| Qualificação da AVC     | Austrália       | Nicole Laird–Becchara Palmer               | 35          |
| Qualificação da AVC     | China           | Zeng Jinjin–Lin Meimei                     | 36          |
| Qualificação da CAVB    | Nigéria         | Tochukwu Nnoruga–Francisca Ikhiede         | 45          |
| Qualificação da CAVB    | Egito           | Randa Radwan–Doaa Elghobashy               | 46          |
| Qualificação da CAVB    | Ilhas Maurícias | Maita Cousin–Letendrie Nathalie            | 47          |
| Qualificação da CAVB    | Ruanda          | Charlotte Nzayisenga–Judith Hakizimana     | 48          |
| Qualificação da CEV     | Eslováquia      | Andrea Štrbová–Natália Dubovcová           | 26          |
| Qualificação da CEV     | Rússia          | Evgenia Ukolova–Ekaterina Birlova          | 27          |
| Qualificação da CEV     | Países Baixos   | Joy Stubbe–Marleen van Iersel              | 28          |
| Qualificação da CEV     | Letônia         | Tina Graudina–Anastasija Kravčenoka        | 31          |
| Qualificação da CSV     | Argentina       | Ana Gallay–Fernanda Pereyra                | 37          |
| Qualificação da CSV     | Colômbia        | Yuli Ayala–Diana Ríos                      | 41          |
| Qualificação da CSV     | Paraguai        | Michelle Valiente–Patricia Caballero       | 43          |
| Qualificação da CSV     | Uruguai         | Camila Bausero–María Rotti                 | 44          |
| Qualificação da NORCECA | Canadá          | Megan McNamara–Nicole McNamara             | 34          |
| Qualificação da NORCECA | México          | Martha Revuelta–Zaira Orellana             | 38          |
| Qualificação da NORCECA | Cuba            | Leila Martínez–Mailen Deliz                | 40          |
| Qualificação da NORCECA | Nicarágua       | Valeria Mendoza–Lolette Rodríguez          | 42          |
| Convites                | Alemanha        | Margareta Kozuch–Laura Ludwig              | 30          |
| Convites                | Suíça           | Joana Heidrich–Anouk Vergé-Dépré           | 32          |
| Convites                | Alemanha        | Leonie Körtzinger–Sarah Schneider          | 39          |
| Convites                | Áustria         | Lena Plesiutschnig–Katharina Schützenhöfer | 2           |

Notas
- Equipes em negrito qualificadas para o torneio final.

## Torneio Intercontinental de Qualificação Olímpica
- As duas melhores duplas do Torneio Intercontinental de Qualificação Olímpica qualificaram.

### Qualificados
| Meio de qualificação    | Nação         | Qualificados                           | Chaveamento |
| ----------------------- | ------------- | -------------------------------------- | ----------- |
| País-sede               | China         | Xia Xinyi–Wang Fan                     | 1           |
| Ranking mundial da FIVB | Brasil        | Ângela Lavalle–Carolina Horta Máximo   | 2           |
| Ranking mundial da FIVB | Canadá        | Heather Bansley–Brandie Wilkerson      | 3           |
| Ranking mundial da FIVB | Austrália     | Becchara Palmer–Nicole Laird           | 4           |
| Ranking mundial da FIVB | Países Baixos | Sanne Keizer–Madelein Meppelink        | 5           |
| Ranking mundial da FIVB | Suíça         | Anouk Vergé-Dépré–Joana Heidrich       | 6           |
| Ranking mundial da FIVB | Itália        | Marta Menegatti–Viktoria Orsi Toth     | 7           |
| Ranking mundial da FIVB | Rússia        | Maria Voronina–Maria Bocharova         | 8           |
| Ranking mundial da FIVB | Chéquia       | Barbora Hermannová–Markéta Sluková     | 9           |
| Ranking mundial da FIVB | Espanha       | Liliana Fernández–Elsa Baquerizo       | 10          |
| Ranking mundial da FIVB | Letônia       | Tina Graudina–Anastasija Kravčenoka    | 11          |
| Ranking mundial da FIVB | Eslováquia    | Andrea Štrbová–Natália Dubovcová       | 12          |
| Ranking mundial da FIVB | Finlândia     | Taru Lahti-Liukkonen–Anniina Parkkinen | 13          |
| Ranking mundial da FIVB | Alemanha      | Sandra Ittlinger–Chantal Laboureur     | 14          |
| Ranking mundial da FIVB | Japão         | Miki Koshikawa–Megumi Murakami         | 15          |
| Ranking mundial da FIVB | Áustria       | Plesiutschnig–Schützenhöfer            | 16          |
| Realocação              | Polónia       | Katarzyna Kociołek–Kinga Wojtasik      | 12          |

Notas
- Equipes em negrito qualificadas para o torneio final.

### Fase final

#### Final 1
| 22 de setembro de 2019 10:00 | Liliana – Elsa ESP | 2-1               | GER Ittlinger – Laboureur | Haiyang, China |
| 22 de setembro de 2019 10:00 | 18 21 15           | Set 1 Set 2 Set 3 | 21 17 10                  | Haiyang, China |

#### Final 2
| 22 de setembro de 2019 11:00 | Graudina – Kravčenoka LAT | 2-1               | CZE Hermannová – Sluková | Haiyang, China |
| 22 de setembro de 2019 11:00 | 21 15 17                  | Set 1 Set 2 Set 3 | 17' 21 15                | Haiyang, China |

## Ranking
15 duplas conseguiram qualificação pelo ranking olímpico.
| 15 melhores do ranking de 13 de junho de 2021 |        |        |              |             |
| Posição                                       | Duplas | Pontos | Qualificados | Comentários |
| 1                                             |        |        |              |             |
| 2                                             |        |        |              |             |
| 3                                             |        |        |              |             |
| 4                                             |        |        |              |             |
| 5                                             |        |        |              |             |
| 6                                             |        |        |              |             |
| 7                                             |        |        |              |             |
| 8                                             |        |        |              |             |
| 9                                             |        |        |              |             |
| 10                                            |        |        |              |             |
| 11                                            |        |        |              |             |
| 12                                            |        |        |              |             |
| 13                                            |        |        |              |             |
| 14                                            |        |        |              |             |
| 15                                            |        |        |              |             |
| 16                                            |        |        |              |             |
| 17                                            |        |        |              |             |
| 18                                            |        |        |              |             |
| 19                                            |        |        |              |             |
| 20                                            |        |        |              |             |
| 21                                            |        |        |              |             |
| 22                                            |        |        |              |             |
| 23                                            |        |        |              |             |
| 24                                            |        |        |              |             |
| 25                                            |        |        |              |             |

## Copa Continental
Um vencedor de cada Copa Continental qualificou para as Olimpíadas.